# Point Reyes
Pour les articles homonymes, voir Reyes.

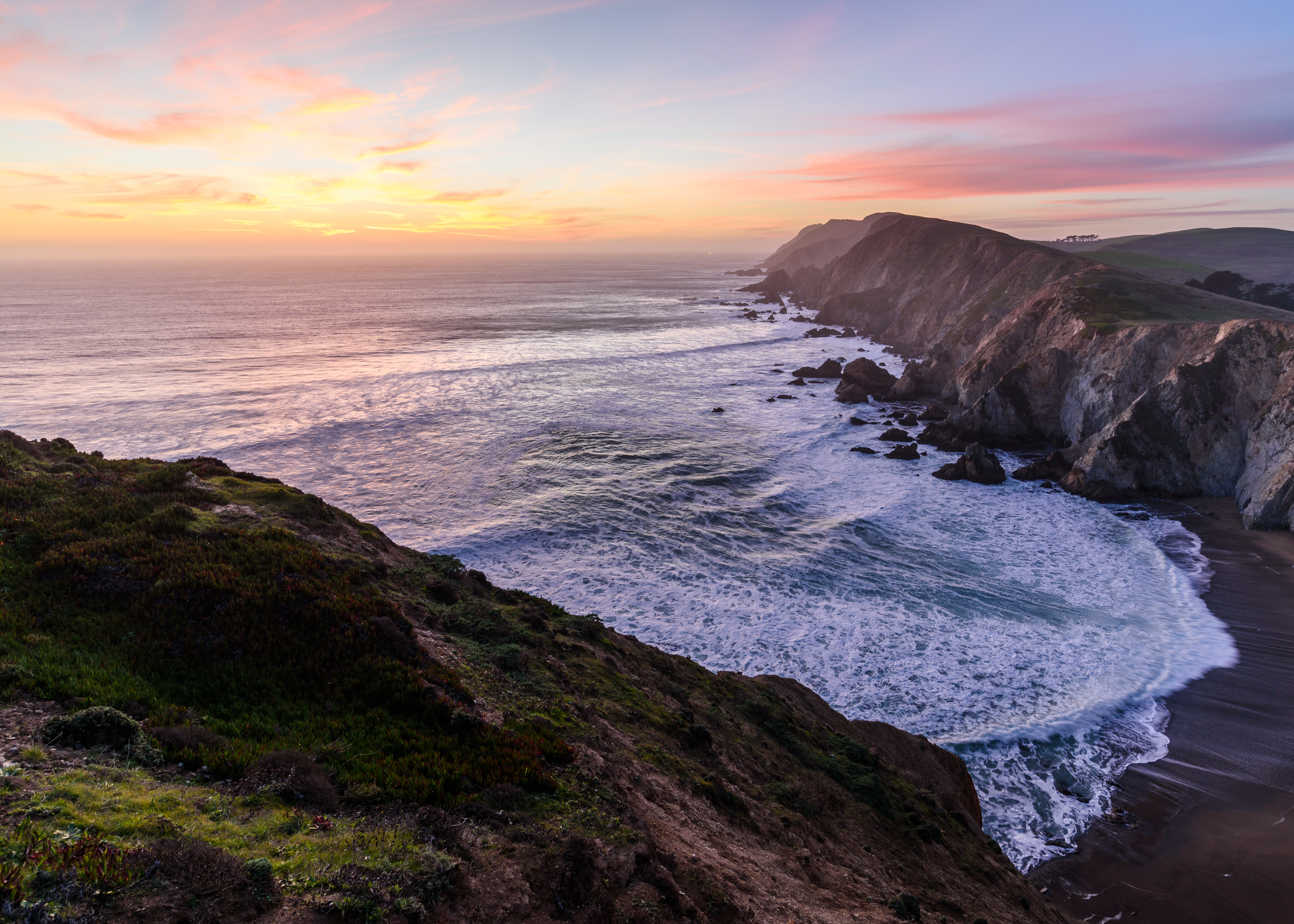
Vue de Point Reyes.

Point Reyes est un cap de la côte Pacifique de la Californie du Nord, aux États-Unis. Il est situé dans le comté de Marin à environ 48 kilomètres au nord-ouest de San Francisco.
La péninsule est une destination populaire pour les habitants de la proche baie de San Francisco, qui se promènent sur ses nombreux sentiers. Le cap est inclus dans la zone protégée du Point Reyes National Seashore. Ce dernier est un sanctuaire pour la biodiversité puisque 17 % des espèces de plantes californiennes y sont représentées ainsi que 45 % des espèces d'oiseaux et 30 % des espèces de mammifères marins du monde.
Durant la guerre froide les sous-marins réparés à Mare Island Naval Shipyard étaient testés dans les eaux situées à proximité de Point Reyes. Le personnel de la marine utilisait une petite cabane munie d'appareils de communication et de moniteurs pour surveiller ces essais en mer.
Le film d'épouvante Fog de John Carpenter est en partie tourné au phare de Point Reyes.